# N883 (België)
De N883 is een gewestweg in de Belgische provincie Luxemburg. De route verbindt Differt/Messancy (N81) met de Franse grens bij Aubange waar de weg over gaat in de D918.
De route bestaat uit twee delen: Een westelijke af- en toerit van de N81bij Differt, die ongeveer 1 kilometer lang is; en het gedeelte tussen Messancy en de Franse grens dat een lengte heeft van ongeveer 8 kilometer.

## Plaatsen langs de N883
- Differt
- Messancy
- Aubange

## N883a
De N883a is een aftakking van de N883 in Messancy. De 350 meter lange route gaat over de Rue du Castel tot aan de spoorwegovergang van spoorlijn 167.

## N883b
De N883b is een aftakking van de N883 in Messancy. De 250 meter lange route gaat over de Rue de la Gare tot aan de spoorwegovergang van spoorlijn 167 nabij het station Messancy.

## N883c
De N883c is een aftakking van de N883 in Differt. Het vormt een verbinding tussen de N883 die ten westen van de N81 ligt met de af- en toerit van N81 aan de oostelijke zijde. De route heeft een lengte van ongeveer 350 meter.